# Імператор Китаю

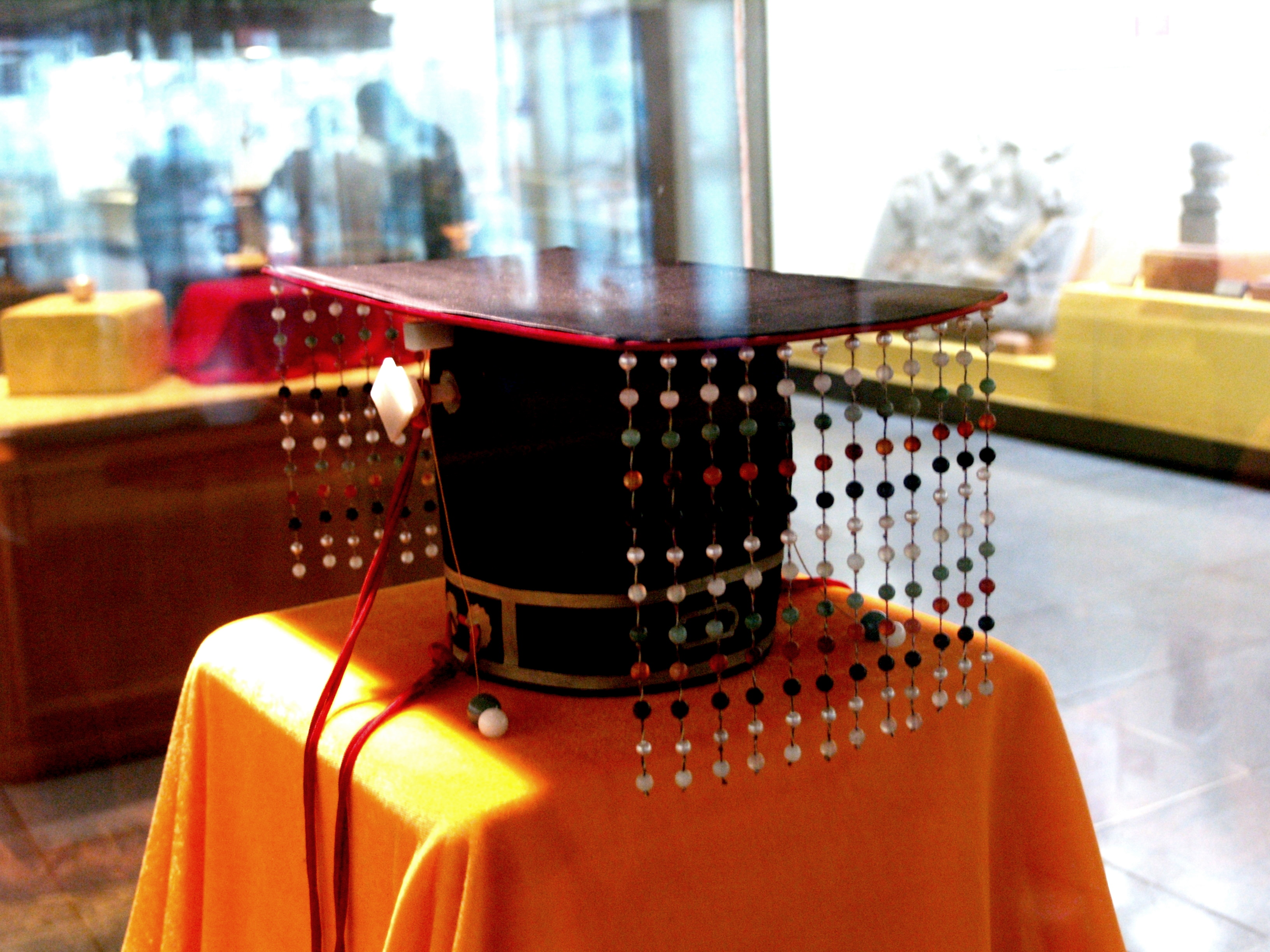
Традиційна корона імператорів Китаю (冕, мянь).

Імпера́тор (кит.: 皇帝; піньїнь: Huángdì; літ.: 'господар-імператор', МФА: [xu̯ɑ̌ŋ tî]) або Хуанді́ — титул верховних правителів Китаю у  221 до Р.Х. — 1916 роках. Також титул правителів Монголії у 1260—1370 роках і правителів Маньчжурії в 1636 — 1912 роках. Позначав верховного голову Піднебесної, володаря центральної країни світу, що керував нею з волі Небес. Зазвичай, імператори були носіями найвищої релігійної, політичної і військової влади у країні. Титул було запроваджено правителем династії Цінь, що об'єднав китайські держави в одну і став називатися «першим імператором Цінь» (Цінь Ши Хуанді). Інша назва титулу — Син Неба, стародавнє звертання до всіх китайських правителів. В науковій та художній літературі також часто згадується як Імпера́тор Кита́ю (кит.: 中國皇帝; піньїнь: Zhōngguó　huángdì), хоча така титулатура вживалася рідко, переважно у новому часі. Більшість імператорів були етнічними китайцями, проте третина всіх імператорських династій були не-китайського кочівницького походження.

## Інші назви
- Богдихан або бугдухан — тюрксько-монгольська назва правителів династії Цін. Дослівно: «священний государ».
- Ван (титул) — назва правителів Стародавнього Китаю; аналог європейського «короля».
- Каган (титул) — титул верховного правителя у степових народів, аналог китайського і європейського «імператорів»
- Син Неба — стародавній титул правителя Піднебесної, що використовувався ванами і імператорами Китаю.
- Хан (титул) — назва правителів у степових народів; аналог європейського «короля» і китайського «вана».

## Список
- Перед-імперські часи (до 221 до н.е.) → Родинне дерево стародавніх китайських імператорів[en]
- Династія Мін (1368 — 1644) → Імператори династії Мін
- Династія Цін (1636 — 1912) → Імператори династії Цін
- Список правителів Китаю